# Ciencias sobrenaturales
Ciencias sobrenaturales (Supernatural Science en inglés) es una serie documental producida en 1999 por BBC Scienceworld Production para BBC Worldwide y Discovery Channel, narrada por Jonathan Pryce y Michael Goldfarb, y con música de Robert Neufeld y Toby Langton-Gilks.
En España ha sido editada en DVD con el título Grandes enigmas de la humanidad.

## Episodios

### Primera temporada (1999)
- 1. Zombis. Enterrados vivos (Buried Alive). Producido y dirigido por Karen Bishop.

¿Qué hay de cierto sobre los zombis de Haití? Y ¿qué secretos puede ofrecer el vudú al futuro de la medicina y la ciencia?
- 2. Milagros de la fe o creaciones de la química (Miracles of Faith or Creations of Chemistry?). Producido y dirigido por Helen Thomas.

Madonnas que lloran, estatuas que beben, la Sábana Santa de Turín ¿son obras divinas o creaciones científicas?
- 3. Los monstruos de los lagos (Lake Monsters). Producido y dirigido por Page Shepherd y Lisa Jones.

¿Es el lago Ness un parque jurásico o un paraíso para bromistas?
- 4. Spontaneous Human Combustion.
- 5. El triángulo de las Bermudas (Bermuda Triangle). Producido y dirigido por Jonathan Dent.

Una zona de la que nada ni nadie puede salir.
- 6. La Atlántida. El continente perdido (Atlantis Found?). Producido y dirigido por Peter Getzels y Harriet Gordon.

La búsqueda de la Atlántida fue y sigue siendo un gran desafío para la humanidad.
- 7. Between Life and Death.
- 8. ESP.
- 9. Physical Feats.
- 10. La hipnosis. El poder de la sugestión (Open to Suggestion). Producido y dirigido por Rebecca Jones.

El misterioso mundo de la hipnosis y su extraordinario poder.
- 11. Secrets of Levitation.
- 12. Reencarnación. Vidas antes de la vida (Previous Lives). Producido y dirigido por Sacha Baveystock.

¿Qué verdad hay detrás de la creencia global en la reencarnación?
- 13. Electric Hands and Mind Detectors.

### Segunda temporada (2000)
- 14. Vida extraterrestre (Extraterrestrial Life). Producido y dirigido por Julia Dodd.

Arrojando luz sobre abducciones extraterrestres, buscando universos lejanos con formas alternativas de vida inteligente.
- 15. El rey Arturo (King Arthur). Producido y dirigido por Page Shepherd.

Arqueología, conocimientos literarios y análisis de los relatos sobre el rey Arturo se combinan para arrojar luz sobre la veracidad de la existencia de uno de los héroes más atractivos de la historia británica.
- 16. Monumentos misteriosos (Monumental Mysteries). Producido y dirigido por Christopher Swayne (escrito por Robert Eagle).

Los monumentos dejados por los antiguos reyes de Israel y Egipto... ¿realmente se esculpieron en esa época? ¿Su aspecto se debe a la erosión de la naturaleza o las manos de anónimos restauradores?
- 17. Animal Telepathy.

## Nota
1. ↑  Océano Multimedia & Crest Films & 2|entertain, 2005. Esta colección solo incluye diez episodios.

- Datos: Q8346140